# Vaccinium dunnianum
Vaccinium dunnianum är en ljungväxtart som beskrevs av Hermann Sleumer. Vaccinium dunnianum ingår i Blåbärssläktet, och familjen ljungväxter. Inga underarter finns listade i Catalogue of Life.